# Pilootaflevering van Lost
Pilot omvat de eerste twee afleveringen van de Amerikaanse televisieserie Lost. Het eerste deel bevat flashbacks rond Jack, het tweede deel rond Charlie en Kate.

## Deel 1
Jack Shephard ontwaakt gewond en gedesoriënteerd in de jungle. Hij ziet een golden retriever door het struikgewas lopen. Jack herpakt zich enigszins, vindt een kleine wodkafles in zijn zak, en begint dan door de jungle te rennen. Plotseling staat hij op een schitterend strand, dat ontluisterd wordt door het wrak van Oceanic vlucht 815. Jack is chirurg, en dus legt hij zich meteen toe op het verzorgen van de gewonden die hij ziet. In een korte tijd weet hij een man onder het puin vandaan te halen, helpt hij een zwangere vrouw en reanimeert hij Rose.
Als de eerste schok voorbij is zondert Jack zich af om zijn eigen wonden te verzorgen. Hij ontmoet Kate, en vraagt haar de wond op zijn rug te hechten. Kate vertelt Jack dat het vliegtuig tijdens de crash in tweeën is gebroken. Terug op het strand houdt ze Jack nauwlettend in de gaten terwijl hij een zwaargewonde bewusteloze man verzorgt. Andere overlevenden, zoals Michael en Walt bespreken ondertussen wat er met de lijken in het wrak moet gebeuren. Sawyer kijkt ongeïnteresseerd toe. Sayid organiseert vervolgens een opruimactie, en Hurley verdeelt de maaltijden die hij uit het vliegtuig heeft kunnen halen. Shannon weigert de chocola die haar broer Boone haar aanbiedt, omdat ze elk moment verwacht gered te worden.
Die nacht worden de overlevenden opgeschrikt door harde, grommende geluiden uit de jungle, waarbij ze diverse bomen zien sneuvelen. 's Ochtends besluit Jack dat het uitzenden van een noodsignaal de grootste kans om te overleven biedt. Hiervoor hebben ze de zender van het vliegtuig nodig, die nog in de cockpit zit. Kate zegt dat ze in de jungle rook heeft gezien, en gaat met Jack en Charlie op zoek naar de cockpit. Tijdens hun zoektocht breekt er opeens een regenbui los. Wanneer ze de cockpit vinden blijkt deze op zijn kant te staan, zodat ze zich via de stoelen een weg naar de cockpit moeten banen. Daar vinden ze de piloot, nog steeds in zijn stoel. Terwijl Charlie de wc ingaat wordt de piloot wakker met een hersenschudding. Hij vertelt Jack en Kate dat het toestel zes uur na vertrek alle radiocontact had verloren. Na een koerswijziging richting Fiji was het toestel in turbulentie terechtgekomen. Tegen de tijd dat het vliegtuig neerstortte was het ruim 1.500 kilometer afgeweken van de oorspronkelijke koers.
Op het strand woedt ondertussen ook een flinke regenbui, en een groepje overlevenden schuilt in het wrak. Daar zegt een Koreaan, Jin, tegen zijn vrouw Sun dat ze altijd dicht bij hem moet blijven. Terwijl de meeste overlevenden schuilen voor de regen zit John Locke buiten alleen op het strand, met zijn armen uitgestrekt.
Het gesprek tussen Jack, Kate en de piloot wordt onderbroken door dezelfde grommende geluiden als ze die nacht hebben gehoord. Als de piloot probeert te ontdekken wat ze horen wordt hij door het cockpitraam heen naar buiten gesleurd. De drie anderen pakken hierop de zender en rennen ervandoor. Charlie komt ten val; Jack gaat terug om hem te helpen, terwijl Kate doorrent. Als het wezen verdwenen is komen de drie weer bij elkaar, en zien het bebloede lijk van de piloot in een boomtop liggen.

## Deel 2
Jack, Kate en Charlie gaan terug naar het strand. Kate vraagt Charlie wat hij op de wc deed, en Charlie antwoordt dat hij misselijk was. Uit een flashblack blijkt echter dat Charlie tijdens de vlucht drugs gebruikte, en door de turbulentie zijn drugs was kwijtgeraakt.
Walt is in de jungle op zoek naar zijn hond Vincent, en vindt een stel handboeien. Terwijl Sayid met de reparatie bezig is, vertelt hij Hurley dat hij een communicatieofficier was in de Iraakse Republikeinse Garde. Hij weet de zender te repareren, maar kan geen signaal krijgen. Samen met enkele andere overlevenden gaat hij met de zender landinwaarts, in de hoop vanaf hoger gelegen gebied een beter signaal te krijgen. Tijdens hun tocht worden ze aangevallen door een ijsbeer, maar Sawyer schiet hem dood. Hij zegt dat hij het pistool had gevonden bij het lijk van een federale agent. Sayid beschuldigt Sawyer ervan dat hij een gevangene was, die door de agent bewaakt werd. In de verwarring pakt Kate het pistool van Sawyer af, en haalt met behulp van Sayids instructies het magazijn eruit.
In een flashback naar de laatste momenten van de vlucht zien we Kate met de agent praten. Dit is de man naar wie ze in het eerste deel zat te kijken, terwijl Jack hem verzorgde. Kate blijkt de handboeien om te hebben die Walt in de jungle had gevonden. Zodra het vliegtuig in de turbulentie terechtkomt wordt de agent door een koffer bewusteloos geslagen. Kate maakt de boeien los, en doet de agent een zuurstofmasker op alvorens haar eigen masker te bevestigen. Op dat moment breekt de staart van het vliegtuig af.
Op het strand komt de agent bij, en vraagt Jack: 'Waar is ze?'. Sayid heeft intussen een signaal, maar het wordt geblokkeerd door een boodschap in het Frans die steeds maar herhaald wordt. Shannon vertaalt de boodschap: 'Ik ben nu alleen, alleen op het eiland. Kom alsjeblieft. De anderen zijn dood. Het heeft ze vermoord. Het heeft ze allemaal vermoord.' Uit berekeningen blijkt dat die boodschap al zestien jaar herhaald wordt.

## Trivia
- Dit is de duurste pilot-aflevering die ABC ooit heeft gemaakt. De grootste kostenposten waren het kopen, vervoeren en aankleden van het heuse vliegtuig dat gebruikt werd als wrak. De aflevering kostte tussen de 10 en 14 miljoen dollar.[1]
- J.J. Abrams won een Emmy voor het regisseren van deze aflevering.
- Wanneer de vliegmotor ontploft is er een zwarte flits in de richting van de motor te zien. Veel fans dachten dat dit "het monster" is. De producten zeiden later dat het een fout gerenderde computeranimatie was, de flits had een stuk schroot moeten voorstellen dat van het vliegtuig wegvliegt.